# Ormskirk
Koordinaten: 53° 34′ N, 2° 53′ W
Ormskirk ist eine britische Marktstadt in England in West-Lancashire etwa 20 km nördlich von Liverpool und 30 km südlich von Preston. Sie zählt 23.392 Einwohner (Stand: 2001) und ist Verwaltungssitz des Distrikts West Lancashire.

## Geschichte
Die Stadt wurde von den Wikingern gegründet, angeführt von Orme. Es wird angenommen, dass Orme zum Christentum kam und dass er die Kirche schuf und so der Stadt den Namen gab: Orme's Kirk.
Die Kirche Saint Peter and Saint Paul ist Ormskirks ältestes Gebäude. Sie ist eine der drei Kirchen in England, die einen Kirchturm mit Spitze haben, und es ist einzigartig, dass sie sowohl einen Spitzturm, als auch einen für England typischen Wehrturm an einem Ende hat.
1286 erhielten die Mönche des nahen Burscough Klosters von Edward I. von England das Recht (Royal Charter), hier einen wöchentlichen Markt abzuhalten. Den Markt gibt es noch heute zweimal in der Woche an Donnerstag und am Sonnabend.

## Bildung und Wissenschaft
Ormskirk ist Sitz der Edge Hill University mit rund 15.000 Studenten.

## Verkehrsanbindung
Die Hauptstraße A59 ist die Straße, die Ormskirk mit Preston im Norden und Liverpool im Süden verbindet. Die Stadt ist ein Endbahnhof der Merseyrail Northern Line. Früher war diese Bahn auch mit Skelmersdale verbunden.

## Persönlichkeiten

### Söhne und Töchter der Stadt
- James Jeans (1877–1946), Physiker, Astronom und Mathematiker
- John Rimmer (1878–1962), Leichtathlet und zweifacher Olympiasieger
- John P. Taylor (1904–1980), Schwimmer und Wasserballspieler
- Brian Green (Leichtathlet) (* 1941), Sprinter
- Tony Morley (* 1954), Fußballspieler
- Steven Poulter (* 1954), Radrennfahrer
- Robert Slater (* 1964), Fußballspieler
- Andrew Jonathan Mitchell (* 1967), Diplomat, britischer Botschafter in Deutschland
- Jon Culshaw (* 1968), Komödiant
- Matthew De Abaitua (* 1971), Schriftsteller
- Stephen Warnock (* 1981), Fußballspieler
- Michael Jones (* 1990), Cricketspieler
- Tom Hartley (* 1995), Cricketspieler
- Kieran Dowell (* 1997), Fußballspieler
- Tom Pearce (* 1998), Fußballspieler
- Ben Wiggins (* 2005), Radrennfahrer

### Persönlichkeiten mit Beziehung zur Stadt
- Arthur Salter (1881–1975), Regierungsbeamter, Hochschullehrer und Politiker; Abgeordneter des Wahlkreises Ormskirk
- Stephen King-Hall (1893–1966), Marineoffizier der Royal Navy, Schriftsteller und Politiker; Abgeordneter des Wahlkreises Ormskirk
- Harold Wilson (1916–1995), Politiker; Abgeordneter des Wahlkreises Ormskirk
- Duncan Ferguson (* 1971), schottischer Fußballspieler; lebt hier